# Vert lichen
Le vert lichen est un nom de couleur en usage dans la décoration et la mode pour désigner des nuances de vert clair grisâtre, d'après la couleur d'une variété commune de lichen.
Dans les nuanciers contemporains, on trouve, en peinture pour la décoration lichen ; en fil à broder vert lichen. 
L'expression « vert lichen » est attestée en 1877 dans une liste d'une cinquantaine nouveaux noms de couleurs de la mode en 1890.
Le « vert lichen » n'a pas de rapport avec les teintures obtenues à partir du lichen orseille.